# 13049 Butov
13049 Butov (1990 RF17) là một tiểu hành tinh vành đai chính được phát hiện ngày 15 tháng 9 năm 1990 bởi L. V. Zhuravleva ở Đài vật lý thiên văn Crimean.